# بلفی و لی‌لی‌بیت
بلفی و لی‌لی‌بیت (به ژاپنی: 森の陽気な小人たち ベルフィーとリルビット Mori no Yōki na Kobitotachi: Berufi to Rirubitto) یک مجموعهٔ تلویزیونی انیمهٔ ژاپنی با ۲۶ قسمت است که توسط استودیو تاتسونوکو پروداکشنز در سال ۱۹۸۰ و در ژاپن ساخته شده‌است. این مجموعه برای اولین بار در ۷ ژانویه ۱۹۸۰ از شبکهٔ تی‌وی توکیو (بعدها به کانال ۱۲ توکیو معروف شد)، به نمایش درآمد؛ سپس نسخهٔ انگلیسی تولید سابان در تلویزیون کودکان نیک جونیور از ۱۹۹۱ تا ۱۹۹۵ همزمان با دیگر کارتون‌های مشهور مانند ماجراهای کوالا، نیک و نیکو، نوزی‌ها،  شهرهای پر رمز و راز از طلا پخش شد. این مجموعه در سال‌های ۱۹۹۳ تا ۱۹۹۷ در کارتون نتورکز به نمایش گذاشته شد. با توجه به اندازه و طرح و نامگذاری مشابه، اغلب این برنامه با اسمورف‌ها اشتباه گرفته می‌شود.

## شخصیت‌ها
- بلفی
- لی‌لی‌بیت
- سیمیگیل
- ناپولی
- ماکین
- پکی
- تکوچینا
- ایوان
- آقای رانگی
- آقای هیگن (آسیابان)
- چونا (خواهر لی‌لی‌بیت)
- دکتر داکتلین (عموی بلفی)
- مادر لی‌لی‌بیت
- مادر ماکین
- مادر سیمیگیل
- مادر بلفی
- شهردار میمان (پدر ناپو)
- استومو (پیشکار شهردار)
- مونگار (سنجاب پرنده)
- پیون (جوجه‌تیغی)
- پدر لی‌لی‌بیت
- پدر ماکین
- پدر سیمیگیل
- پدر بلفی
- مارچی پیر سوسمار سوار